# Фелина (Во все тяжкие)
«Фелина» (исп. Felina) — финал американского драматического телесериала «Во все тяжкие». Это шестнадцатый эпизод пятого сезона и 62-й во всём сериале. Автор сценария и режиссёр — Винс Гиллиган. Премьера состоялась на канале AMC в США и Канаде 29 сентября 2013 года.
Сюжет рассказывает о Уолте, который возвращается в Нью-Мексико, чтобы доставить оставшуюся прибыль от его незаконной метамфетаминовой империи своей семье, и отомстить нео-нацистской банде, которая обманула его, убила его свояка Хэнка, взяла Джесси в плен и представляет угрозу для остальных членов его семьи. Прежде чем сделать это, зная, что рак скоро убьёт его, Уолт отправляется в путешествие по закоулкам памяти, чтобы должным образом подготовиться к своей смерти.
После выхода в эфир, «Фелина» была тепло встречена как критиками, так и зрителями, а некоторые критики назвали его одним из величайших финалов сериалов всех времён.

## Сюжет
Покинув бар, Уолт уезжает из Нью-Гэмпшира на Volvo под песню «El Paso» Марти Роббинса, играющую на магнитофоне. Он возвращается в Нью-Мексико и выслеживает Гретхен и Эллиотта Шварц (Джессика Хект и Адам Годли) в их новом доме в Санта-Фе, сначала выдавая себя за репортёра из «The New York Times». Чтобы обойти подозрения УБН и Скайлер, он приказывает бывшим коллегам передать $9,72 миллиона (свои последние деньги, которые Уайт принёс наличными в дом Шварцев) Уолту-младшему под видом прибыли из трастового фонда, когда тому исполнится восемнадцать лет. Шварцы соглашаются, когда видят на своих телах лазерные прицелы снайперов: Уолт угрожает, что те будут следить за Шварцами ровно до тех пор, пока деньги не будут переданы. После того, как Уолт уходит, он платит «Барсуку» Мейхью (Мэтт Л. Джонс) и Тощему Питу (Чарльз Бейкер) за то, что они направляли лазерные указки на Шварцев и выдавали себя за киллеров. Уолт узнаёт от Барсука и Тощего Пита, что по улицам всё ещё ходит синий мет, и понимает, что Джесси (Аарон Пол) всё ещё жив.
На свой 52-й день рождения Уолт покупает пулемет M60 и забирает из своего заброшенного дома спрятанный в розетке рицин. Он вмешивается во встречу Тодда (Джесси Племонс) и Лидии (Лора Фрейзер) в кофейне и предлагает новый способ производства мета без использования метиламина. Тодд отвергает его, но Лидия симулирует заинтересованность, чтобы заманить Уолта к Джеку, который бы избавился от Уайта. Камера показывает крупным планом Лидию, помешивающую ложечкой стевию в своём ромашковом чае, намекая, что в кружке может быть не только  подсластитель. Вскоре Скайлер (Анна Ганн) получает телефонный звонок от Мари (Бетси Брандт), которая сообщает ей, что Уолт вернулся в город. Мари не знает, что Уолт уже посетил Скайлер. Он оставляет бывшей жене лотерейный билет, на котором напечатаны координаты захоронения Хэнка (Дин Норрис) и Стива (Стивен Майкл Кесада), и советует ей заключить с помощью этой информации сделку с властями. Уолт признаётся Скайлер, что был наркобароном ради себя, а не ради семьи, потому что ему это нравилось, он был хорош в этом и это заставляло его чувствовать себя живым. Скайлер разрешает Уолту увидеть Холли в последний раз, пока она спит. После ухода Уолт наблюдает издалека, как Уолт-мл. (Ар Джей Митт) возвращается домой из школы.
Уолт встречается с Джеком и его людьми в их убежище, где Джесси всё ещё держат в рабстве. Джек отказывается от предложения Уолта и собирается убить его. Уолт оскорбляет Джека за партнёрские отношения с Джесси, но Джек приказывает привести Джесси в цепях к ним, чтобы показать, что Джесси его пленник, а не «партнёр». Уолт набрасывается на Джесси и использует брелок от сигнализации, чтобы дистанционно открыть огонь из пулемёта, который заранее разместил на поворотной турели в багажнике своей машины. Люди Джека убиты пулемётной очередью, а Джек и Уолт ранены; Тодд и Джесси остались невредимыми. Пока Тодд в изумлении смотрит в окно на всё ещё вращающийся в багажнике пулемёт, Джесси душит и убивает его цепью, прикреплённой к его наручникам, а затем освобождает себя, взяв ключ из кармана Тодда. Уолт берёт пистолет Джека и убивает того, не дослушав уверения Джека, что Уолт никогда не найдёт украденные деньги, если всё-таки убьёт его. Уолт даёт Джесси пистолет и просит убить его. Джесси замечает рану Уолта и отказывается, предлагая Уолту сделать это самому. Выйдя на улицу, Уолт отвечает на вызов из телефона Тодда от Лидии. Он сообщает ей, что её бизнес-партнёры мертвы, и интересуется её самочувствием, раскрывая, что ранее в кофейне он подложил рицин в её стевию. Джесси и Уолт, помирившись, кивают друг другу на прощание. Джесси сбегает на El Camino Тодда, плача и крича с облегчением.
Уолт осматривает мет-лабораторию банды и ностальгически улыбается, восхищаясь оборудованием, держа противогаз и протирая котёл. Его пальцы оставляют кровавый след на котле, когда он падает на пол, а в это время на заднем плане звучит «Baby Blue» Badfinger. Камера медленно отдаляется, показывая, как Уолт умирает от осколочного ранения. Вскоре прибывает полиция и проверяет пульс на неподвижном теле.

## Производство

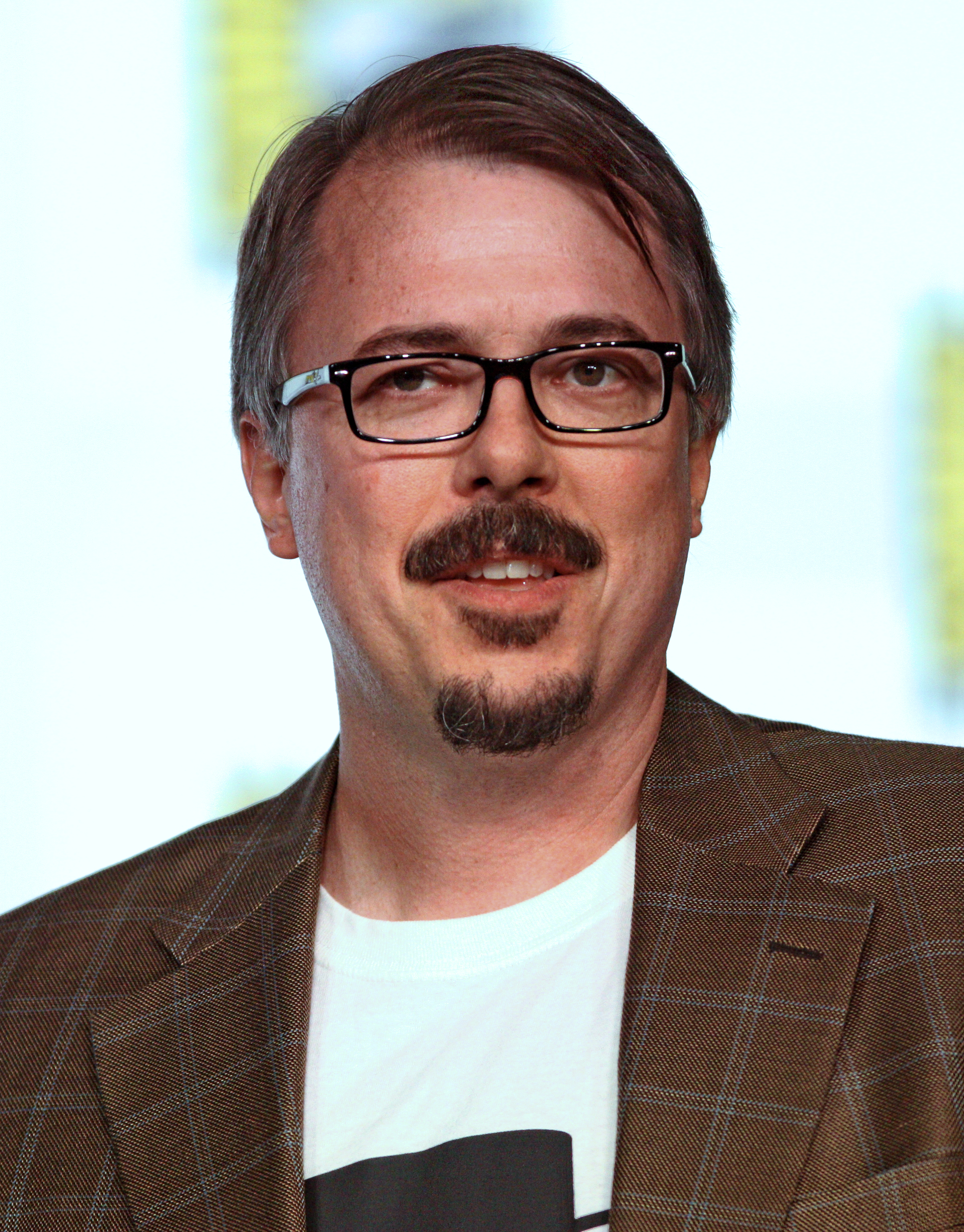
Создатель сериала Винс Гиллиган является сценаристом и режиссёром «Фелины»

18 сентября 2013 года было объявлено, что «Гранитный штат» и «Фелина» будут идти по 75 минут, включая рекламы. Настоящее время продолжительности эпизодов — 55 минут. Сценаристом и режиссёром эпизода стал создатель сериала Винс Гиллиган.

### Название и музыка
Название эпизода, «Фелина», вдохновлено персонажем Фелиной из песни «El Paso» Марти Роббинса, которая играет важную роль в течение эпизода. Сценаристы сменили название Feleena на Felina, чтобы получилась анаграмма от Finale. Кроме того, слова Felina можно разбить на три разных символа химических элементов из периодической таблицы: железо (Fe), литий (Li) и натрий (Na). Поскольку железо является преобладающим элементом в крови, литий содержится в поту (и иногда используется в производстве метамфетамина), а натрий является компонентом слёз, некоторые могут истолковывать название как «кровь, пот и слёзы». (Это возможно дань уважения Крови, поту и слезам, фразе, которую сделал популярной Уинстон Черчилль). По словам Эрика Брауна из «International Business Times»:
«В чистом виде (...) метамфетамин состоит исключительно из углерода (C), водорода (H) и азота (N), никакого лития. Тем не менее, существует несколько способов синтезировать метамфетамин из других ингредиентов, и некоторые из них включают литий. Восстановление по Бёрчу, также называемый „Нацистским методом“, сочетает литий и аммиак для создания реакции. Другой, называемый методом „Тряси и пеки“, включал бросание лития и некоторых других элементов в один котёл, чтобы создать наркотик. Оба метода весьма опасны, так как литий является очень летучим элементом. К сожалению, в этой теории есть большая дыра: Уолт никогда не используется синтезом на литиевой основе в шоу. (...) Уолт использует два метода на протяжении всего шоу: первый Нагайский способ включает красный фосфор, а последний включает реакцию с метиламином P2P, вызывающей знаменитый голубой мет. Ни один из них не включает литий, делая большую дыру в этой теории.»
Ещё одна теория гласит, что «Фелина» является отсылкой к коту Шрёдингера. Эрвин Шрёдингер был новаторским разработчиком квантовой механики, подход которого стоял в оппозиции к Вернеру Гейзенбергу, чьё имя Уолт использовал в качестве своего псевдонима. Felinae является подсемейством кошачьих, которое включает домашнюю кошку. В известном мысленном эксперименте Шрёдингера, кот, в ловушке в коробке, убит колбой с синильной кислотой, но по принципам квантовой механики считается одновременно живым и мёртвым.
Песня «Baby Blue» группы Badfinger играет во время финальной сцены. По словам создателя сериала Винса Гиллигана, это является отсылкой на высокое качество голубого мета, который Уолт создавал за предыдущие сезоны и за его жизнь в качестве наркоторговца, которой главный герой наконец признаётся, что наслаждался. Согласно «Rolling Stone», музыкальные руководители шоу не согласились с выбором Гиллигана финальной песни; однако, музыкальный руководитель Томас Голубич заявил, что «журналисты иногда пытаются создать драму, где её нет», и что его цитаты были «неправильно процитированы». "Baby Blue" стал очевидным выбором, когда монтаж приблизился к завершению, а Голубич описал процесс доработки песни:
Прежде чем я увидел сцену, я стянул вместе количество идей — та, которая я думал, сработала красиво против картины: The Bees «No More Excuses» — но когда я увидел этот красивый кадр, и увидел сцену в контексте, я понял почему Винс был так сильно привязан к песне группы Badfinger. Это было хитро для нас, как для музыкальных руководителей, в том, что мы продолжали собирать идеи вместе и пересматривать их. Никто из нас не знал правильный ответ, пока мы не были в самом конце этого процесса и не смонтировали картину. Винс просто талантлив в знании того, какой финальный эффект он ищет, и заранее знал о том, что «Baby Blue» Badfinger был правильным выбором для того, что он искал. Так продолжалось до тех пор, пока финальная картина не была собрана, чтобы я смог также увидеть, какой это был фантастический выбор.
— Томас Голубич

## Реакция

### Рейтинги
У «Фелины» самые высокие рейтинги из всех эпизодов «Во все тяжкие»: 10.28 миллионов зрителей в США, включая 5.3 миллиона при возрасте 18—49. Эпизод породил миллионы онлайн-комментариев, а рейтинги Nielsen Holdings установили, что это был наиболее обсуждаемый эпизод в Твиттере на той неделе. Популярность эпизода вызвала 2.981 процент роста продаж песни Badfinger «Baby Blue», а также 9.000 процент роста в потоковом вещании через Spotify.

### Реакция критиков
После выхода в эфир, эпизод получил всеобщее признание от критиков. В своём обзоре «Фелины», Донна Боумен из The A.V. Club дала эпизоду рейтинг A, написав, что «Цель Уолта выполнена, и он просто останавливается». Сет Амитин из IGN также похвалил эпизод, назвав его «полностью удовлетворительным» и наградив его оценкой 9.8 из 10. Кэти Рич согласилась с этими мнениями, назвав эпизод «глубоко удовлетворительным и удивительно эмоциональным финалом». «Разрушители легенд» проверили печально известную авто-турель с пулемётом и доказали, это возможно в реальной жизни.

### Альтернативная теория о смерти
Многие поклонники «Во все тяжкие», включая актёра Норма Макдональда и писателя «New York Magazine» Эмили Нассбаум, предложили теорию, в которой большая часть эпизода произошла в голове Уолта, и что он умер в украденном Volvo в начале этого. В то время как Нассбаум просто заявила, что она бы предпочла эту концовку, Макдональд подчеркнул, казалось бы, нереальные сценарии последнего дня Уолта, а также то, что он посчитал ненадёжным действием. Однако, создатель сериала Винс Гиллиган развенчал эту теорию, объясняя, что Уолт не мог знать некоторые вещи, которые произошли, как то, что Джесси держали в плену.

### Награды и номинации
| Годы | Награда                                   | Категория                                                                       | Номинант(ы)                                                              | Результат |
| ---- | ----------------------------------------- | ------------------------------------------------------------------------------- | ------------------------------------------------------------------------ | --------- |
| 2014 | Премия Американской ассоциации монтажёров | Лучший смонтированный одно-часовой сериал для коммерческого телевидения         | Скип Макдональд                                                          | Победа    |
| 2014 | Премия Гильдии художников-постановщиков   | Одно-часовой однокамерный телесериал                                            | Марк Фриборн                                                             | Номинация |
| 2014 | Премия кино-аудиосообщества               | Выдающиеся достижения в звуке для телесериала — один час                        | Дэррил Л. Фрэнк                                                          | Номинация |
| 2014 | Премия Гильдии режиссёров США             | Лучшая режиссура драматического сериала                                         | Винс Гиллиган                                                            | Победа    |
| 2014 | Премия Golden Reel                        | Лучший монтаж звука на телевидении — малая форма                                | Ник Форшагер                                                             | Победа    |
| 2014 | Премия «Эмми»                             | Лучшая режиссуру драматического сериала                                         | Винс Гиллиган                                                            | Номинация |
| 2014 | Премия «Эмми»                             | Лучший сценарий драматического сериала                                          | Винс Гиллиган                                                            | Номинация |
| 2014 | Творческая премия «Эмми»                  | Лучший монтаж в однокамерном драматическом сериале                              | Скип Макдональд                                                          | Победа    |
| 2014 | Творческая премия «Эмми»                  | Лучший несложный грим в сериале, мини-сериале, фильме или специальной программе | Тарра Дэй, Стив Лапорте, Грег Никотеро, Стефан Дупиус и Говард Ли Бергер | Номинация |
| 2014 | Творческая премия «Эмми»                  | Лучший звук в сериале                                                           |                                                                          | Номинация |
| 2014 | Творческая премия «Эмми»                  | Лучший звуковой монтаж в комедийном или драматическом сериале (один час)        | Дэррил Л. Фрэнк, Джефф Перкинс и Эрик Юстен                              | Номинация |